# Burj Rafal
Le Burj Rafal est un gratte-ciel de Riyad en Arabie saoudite, il a été achevé en 2014. Il culmine à 307,9 mètres pour 68 étages.